# Hymenophyllum applanatum
Hymenophyllum applanatum är en hinnbräkenväxtart som först beskrevs av Alan Maurice Gray och R. G. Williams, och fick sitt nu gällande namn av Ebihara och K. Iwats. Hymenophyllum applanatum ingår i släktet Hymenophyllum och familjen Hymenophyllaceae. Inga underarter finns listade.